# ヴェルシュリースリング
ヴェルシュリースリング（ドイツ語: Welschriesling）は白ワインに用いられるワイン用ブドウ品種であり、中央ヨーロッパで広く栽培されている。名前にリースリングと入っているが、リースリングとは無関係な品種である。

## 起源
ヴェルシュリースリングの血統は明らかではない。ドイツ語の名称Welschrieslingは「ローマのリースリング」を意味し（*Walhazを参照）、中欧における別名のほとんどは「イタリアのリースリング」を意味している。ヴェルシュリースリングは古代ローマ人によって中欧にもたらされたかもしれない。しかしながら、クロアチア語の名前であるグラシェヴィナ(クロアチア語: Graševina)は起源がバルカン半島の東のどこかである可能性を示唆している。
近年の理論はヴェルシュリースリングはシャンパーニュ地方で生まれ、ヴェルシュ（このケースではフランスの）リースリングとしてハイデルベルクを経由してオーストリア＝ハンガリー帝国にもたらされたと主張している。

## ワイン生産地域
- オーストリアでは、主な栽培地域はシュタイアーマルク州の南部および南東部、ブルゲンラント州、そして、ヴェルシュリースリングからスパークリングワインが生産されるニーダーエスターライヒ州のヴァインフィアテル（英語版）地域である。ノイジードル湖の近くのルストでは、貴腐ブドウからデザートワインも製造されている。
- クロアチア（英語版）では、グラシェヴィナ(クロアチア語: Graševina)は最も多く栽培されている白ブドウである。内陸のワイン生産地域全域で栽培されており、特に国の最東部に位置するクチェボ（英語版）とイロク周辺で栽培が行われている。
- チェコ共和国（英語版）では、リズリンクブラシュスキー(チェコ語: Ryzlink vlašský})は南モラヴィア州の特にミクロフ（英語版）とヴェルケー・パヴロヴィツェ（英語版）のサブリージョン(vinařská podoblast)で栽培が行われている[1]。
- ハンガリーでは、オラズリズリング(ハンガリー語: Olaszrizling)は最も広く栽培されているブドウ品種であり、チョパクやバラトン湖周辺で栽培されている。
- イタリアでは、トレンティーノ（英語版）やコッリオ・ゴリツィアーノ（英語版）、フリウーリといった北部の地域で栽培される際にはリースリング・イタリコ(イタリア語: Riesling Italico)として知られている。
- ルーマニアでは、リースリング・イタリアン(Riesling Italian)と呼ばれ、遅摘みワイン（英語版）やスパークリングワインが作られる。
- セルビア（英語版）では、面積の上で最も多く栽培されているブドウ品種である[2]。
- スロバキアにおいては、モドラ（英語版）とニトラのワイン生産地域で栽培されている。
- スロベニア（英語版）では、リースリングのレンシュキ・リーズリング(スロベニア語: renski rizling、「ライン地方のリースリング」の意)とは対照的に、ラシュキ・リーズリング(スロベニア語: laški rizling、「イタリアのリースリング」の意）と呼ばれている。栽培地域としては、東部のシュタイエルスカ地方や、辛口から中辛口のワインが作られる西部のヴィパーヴァ谷（英語版）、良質なワインの産地としてよく知られる南東部のベラ・クライナ地方がある。

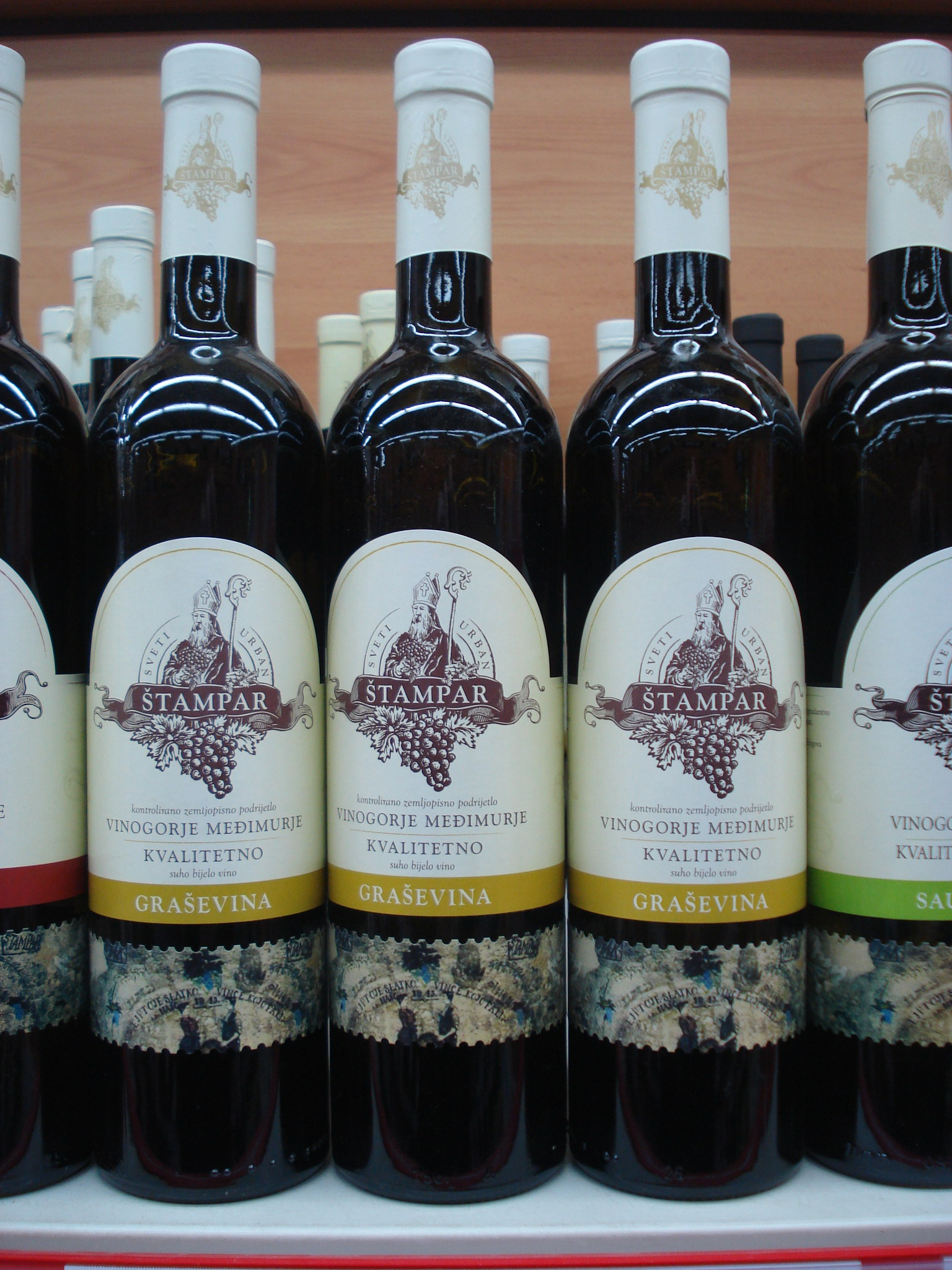
クロアチア北部のメジムリェ郡で生産されたグラシェヴィナの良質なワイン

## 別名
Aminea Gemela, Biela Sladka, Bielasladka Grasica, Glasica, Grasavina Talijanska, Grasevina, Graševina, Grašac, Grasica, Groshevina, Italianski Rizling, Laški Rizling, Nemes Olasz Rizling, Olaszrizling, Olasz Rizling, Petit Riesling, Petracine, Rakusky Rizling, Riesler, Riesli, Riesling, Riesling Italian, Riesling Italico, Risling Italyanskii, Risling Vlashskii, Rismi, Rizling Italico, Rizling vlašský, Talianska Graseviana, Talijanski Rizling, Vlasak, Italian Riesling, Ryzlink vlašský, Ryzlink